# Santa Claus Is Comin' to Town
Santa Claus Is Comin' to Town is een kerstlied, geschreven door J. Fred Coots en Haven Gillespie. Het lied dateert uit 1934 en werd als eerste gezongen door banjospeler Harry Reser. Later is het nummer in de loop der jaren door meerdere artiesten gecoverd waaronder The Jackson 5, Bruce Springsteen, Michael Bublé, Sebastián Yatra, Mariah Carey. Bij de versie van Mariah Carey is aan het begin van het nummer het wiegeliedje Guten Abend, gut’ Nacht verwerkt.

## Hitnoteringen

### Versie van The Jackson 5

#### NederlandseSingle Top 100
| Hitnotering (week 1): 01-01-2022 Hitnotering (week 2): 31-12-2022 | Hitnotering (week 1): 01-01-2022 Hitnotering (week 2): 31-12-2022 | Hitnotering (week 1): 01-01-2022 Hitnotering (week 2): 31-12-2022 | Hitnotering (week 1): 01-01-2022 Hitnotering (week 2): 31-12-2022 | Hitnotering (week 1): 01-01-2022 Hitnotering (week 2): 31-12-2022 |
| Week:                                                             | 1                                                                 |                                                                   | 2                                                                 |                                                                   |
| ----------------------------------------------------------------- | ----------------------------------------------------------------- | ----------------------------------------------------------------- | ----------------------------------------------------------------- | ----------------------------------------------------------------- |
| Positie:                                                          | 75                                                                | uit                                                               | 76                                                                | uit                                                               |

### Versie van Michael Bublé

#### NederlandseSingle Top 100
| Hitnotering (week 1): 02-01-2016 Hitnotering (week 2): 31-12-2016 Hitnotering (week 3 t/m 4): 22-12-2018 t/m 29-12-2018 Hitnotering (week 5): 28-12-2019 Hitnotering (week 6): 26-12-2020 | Hitnotering (week 1): 02-01-2016 Hitnotering (week 2): 31-12-2016 Hitnotering (week 3 t/m 4): 22-12-2018 t/m 29-12-2018 Hitnotering (week 5): 28-12-2019 Hitnotering (week 6): 26-12-2020 | Hitnotering (week 1): 02-01-2016 Hitnotering (week 2): 31-12-2016 Hitnotering (week 3 t/m 4): 22-12-2018 t/m 29-12-2018 Hitnotering (week 5): 28-12-2019 Hitnotering (week 6): 26-12-2020 | Hitnotering (week 1): 02-01-2016 Hitnotering (week 2): 31-12-2016 Hitnotering (week 3 t/m 4): 22-12-2018 t/m 29-12-2018 Hitnotering (week 5): 28-12-2019 Hitnotering (week 6): 26-12-2020 | Hitnotering (week 1): 02-01-2016 Hitnotering (week 2): 31-12-2016 Hitnotering (week 3 t/m 4): 22-12-2018 t/m 29-12-2018 Hitnotering (week 5): 28-12-2019 Hitnotering (week 6): 26-12-2020 | Hitnotering (week 1): 02-01-2016 Hitnotering (week 2): 31-12-2016 Hitnotering (week 3 t/m 4): 22-12-2018 t/m 29-12-2018 Hitnotering (week 5): 28-12-2019 Hitnotering (week 6): 26-12-2020 | Hitnotering (week 1): 02-01-2016 Hitnotering (week 2): 31-12-2016 Hitnotering (week 3 t/m 4): 22-12-2018 t/m 29-12-2018 Hitnotering (week 5): 28-12-2019 Hitnotering (week 6): 26-12-2020 | Hitnotering (week 1): 02-01-2016 Hitnotering (week 2): 31-12-2016 Hitnotering (week 3 t/m 4): 22-12-2018 t/m 29-12-2018 Hitnotering (week 5): 28-12-2019 Hitnotering (week 6): 26-12-2020 | Hitnotering (week 1): 02-01-2016 Hitnotering (week 2): 31-12-2016 Hitnotering (week 3 t/m 4): 22-12-2018 t/m 29-12-2018 Hitnotering (week 5): 28-12-2019 Hitnotering (week 6): 26-12-2020 | Hitnotering (week 1): 02-01-2016 Hitnotering (week 2): 31-12-2016 Hitnotering (week 3 t/m 4): 22-12-2018 t/m 29-12-2018 Hitnotering (week 5): 28-12-2019 Hitnotering (week 6): 26-12-2020 | Hitnotering (week 1): 02-01-2016 Hitnotering (week 2): 31-12-2016 Hitnotering (week 3 t/m 4): 22-12-2018 t/m 29-12-2018 Hitnotering (week 5): 28-12-2019 Hitnotering (week 6): 26-12-2020 | Hitnotering (week 1): 02-01-2016 Hitnotering (week 2): 31-12-2016 Hitnotering (week 3 t/m 4): 22-12-2018 t/m 29-12-2018 Hitnotering (week 5): 28-12-2019 Hitnotering (week 6): 26-12-2020 |
| Week: | 1 | | 2 | | 3 | 4 | | 5 | | 6 | |
| --- | --- | --- | --- | --- | --- | --- | --- | --- | --- | --- | --- |
| Positie: | 85 | uit | 82 | uit | 89 | 46 | uit | 38 | uit | 95 | uit |

### Versie van Bruce Springsteen

#### NederlandseSingle Top 100
| Hitnotering (week 1): 31-12-2016 Hitnotering (week 2 t/m 4): 16-12-2017 t/m 30-12-2017 Hitnotering (week 5): 29-12-2018 Hitnotering (week 6): 28-12-2019 Hitnotering (week 7): 02-01-2021 Hitnotering (week 8 t/m 9): 25-12-2021 t/m 01-01-2022 Hitnotering (week 10 t/m 12): 17-12-2022 t/m 31-12-2022 | Hitnotering (week 1): 31-12-2016 Hitnotering (week 2 t/m 4): 16-12-2017 t/m 30-12-2017 Hitnotering (week 5): 29-12-2018 Hitnotering (week 6): 28-12-2019 Hitnotering (week 7): 02-01-2021 Hitnotering (week 8 t/m 9): 25-12-2021 t/m 01-01-2022 Hitnotering (week 10 t/m 12): 17-12-2022 t/m 31-12-2022 | Hitnotering (week 1): 31-12-2016 Hitnotering (week 2 t/m 4): 16-12-2017 t/m 30-12-2017 Hitnotering (week 5): 29-12-2018 Hitnotering (week 6): 28-12-2019 Hitnotering (week 7): 02-01-2021 Hitnotering (week 8 t/m 9): 25-12-2021 t/m 01-01-2022 Hitnotering (week 10 t/m 12): 17-12-2022 t/m 31-12-2022 | Hitnotering (week 1): 31-12-2016 Hitnotering (week 2 t/m 4): 16-12-2017 t/m 30-12-2017 Hitnotering (week 5): 29-12-2018 Hitnotering (week 6): 28-12-2019 Hitnotering (week 7): 02-01-2021 Hitnotering (week 8 t/m 9): 25-12-2021 t/m 01-01-2022 Hitnotering (week 10 t/m 12): 17-12-2022 t/m 31-12-2022 | Hitnotering (week 1): 31-12-2016 Hitnotering (week 2 t/m 4): 16-12-2017 t/m 30-12-2017 Hitnotering (week 5): 29-12-2018 Hitnotering (week 6): 28-12-2019 Hitnotering (week 7): 02-01-2021 Hitnotering (week 8 t/m 9): 25-12-2021 t/m 01-01-2022 Hitnotering (week 10 t/m 12): 17-12-2022 t/m 31-12-2022 | Hitnotering (week 1): 31-12-2016 Hitnotering (week 2 t/m 4): 16-12-2017 t/m 30-12-2017 Hitnotering (week 5): 29-12-2018 Hitnotering (week 6): 28-12-2019 Hitnotering (week 7): 02-01-2021 Hitnotering (week 8 t/m 9): 25-12-2021 t/m 01-01-2022 Hitnotering (week 10 t/m 12): 17-12-2022 t/m 31-12-2022 | Hitnotering (week 1): 31-12-2016 Hitnotering (week 2 t/m 4): 16-12-2017 t/m 30-12-2017 Hitnotering (week 5): 29-12-2018 Hitnotering (week 6): 28-12-2019 Hitnotering (week 7): 02-01-2021 Hitnotering (week 8 t/m 9): 25-12-2021 t/m 01-01-2022 Hitnotering (week 10 t/m 12): 17-12-2022 t/m 31-12-2022 | Hitnotering (week 1): 31-12-2016 Hitnotering (week 2 t/m 4): 16-12-2017 t/m 30-12-2017 Hitnotering (week 5): 29-12-2018 Hitnotering (week 6): 28-12-2019 Hitnotering (week 7): 02-01-2021 Hitnotering (week 8 t/m 9): 25-12-2021 t/m 01-01-2022 Hitnotering (week 10 t/m 12): 17-12-2022 t/m 31-12-2022 | Hitnotering (week 1): 31-12-2016 Hitnotering (week 2 t/m 4): 16-12-2017 t/m 30-12-2017 Hitnotering (week 5): 29-12-2018 Hitnotering (week 6): 28-12-2019 Hitnotering (week 7): 02-01-2021 Hitnotering (week 8 t/m 9): 25-12-2021 t/m 01-01-2022 Hitnotering (week 10 t/m 12): 17-12-2022 t/m 31-12-2022 | Hitnotering (week 1): 31-12-2016 Hitnotering (week 2 t/m 4): 16-12-2017 t/m 30-12-2017 Hitnotering (week 5): 29-12-2018 Hitnotering (week 6): 28-12-2019 Hitnotering (week 7): 02-01-2021 Hitnotering (week 8 t/m 9): 25-12-2021 t/m 01-01-2022 Hitnotering (week 10 t/m 12): 17-12-2022 t/m 31-12-2022 | Hitnotering (week 1): 31-12-2016 Hitnotering (week 2 t/m 4): 16-12-2017 t/m 30-12-2017 Hitnotering (week 5): 29-12-2018 Hitnotering (week 6): 28-12-2019 Hitnotering (week 7): 02-01-2021 Hitnotering (week 8 t/m 9): 25-12-2021 t/m 01-01-2022 Hitnotering (week 10 t/m 12): 17-12-2022 t/m 31-12-2022 | Hitnotering (week 1): 31-12-2016 Hitnotering (week 2 t/m 4): 16-12-2017 t/m 30-12-2017 Hitnotering (week 5): 29-12-2018 Hitnotering (week 6): 28-12-2019 Hitnotering (week 7): 02-01-2021 Hitnotering (week 8 t/m 9): 25-12-2021 t/m 01-01-2022 Hitnotering (week 10 t/m 12): 17-12-2022 t/m 31-12-2022 | Hitnotering (week 1): 31-12-2016 Hitnotering (week 2 t/m 4): 16-12-2017 t/m 30-12-2017 Hitnotering (week 5): 29-12-2018 Hitnotering (week 6): 28-12-2019 Hitnotering (week 7): 02-01-2021 Hitnotering (week 8 t/m 9): 25-12-2021 t/m 01-01-2022 Hitnotering (week 10 t/m 12): 17-12-2022 t/m 31-12-2022 | Hitnotering (week 1): 31-12-2016 Hitnotering (week 2 t/m 4): 16-12-2017 t/m 30-12-2017 Hitnotering (week 5): 29-12-2018 Hitnotering (week 6): 28-12-2019 Hitnotering (week 7): 02-01-2021 Hitnotering (week 8 t/m 9): 25-12-2021 t/m 01-01-2022 Hitnotering (week 10 t/m 12): 17-12-2022 t/m 31-12-2022 | Hitnotering (week 1): 31-12-2016 Hitnotering (week 2 t/m 4): 16-12-2017 t/m 30-12-2017 Hitnotering (week 5): 29-12-2018 Hitnotering (week 6): 28-12-2019 Hitnotering (week 7): 02-01-2021 Hitnotering (week 8 t/m 9): 25-12-2021 t/m 01-01-2022 Hitnotering (week 10 t/m 12): 17-12-2022 t/m 31-12-2022 | Hitnotering (week 1): 31-12-2016 Hitnotering (week 2 t/m 4): 16-12-2017 t/m 30-12-2017 Hitnotering (week 5): 29-12-2018 Hitnotering (week 6): 28-12-2019 Hitnotering (week 7): 02-01-2021 Hitnotering (week 8 t/m 9): 25-12-2021 t/m 01-01-2022 Hitnotering (week 10 t/m 12): 17-12-2022 t/m 31-12-2022 | Hitnotering (week 1): 31-12-2016 Hitnotering (week 2 t/m 4): 16-12-2017 t/m 30-12-2017 Hitnotering (week 5): 29-12-2018 Hitnotering (week 6): 28-12-2019 Hitnotering (week 7): 02-01-2021 Hitnotering (week 8 t/m 9): 25-12-2021 t/m 01-01-2022 Hitnotering (week 10 t/m 12): 17-12-2022 t/m 31-12-2022 | Hitnotering (week 1): 31-12-2016 Hitnotering (week 2 t/m 4): 16-12-2017 t/m 30-12-2017 Hitnotering (week 5): 29-12-2018 Hitnotering (week 6): 28-12-2019 Hitnotering (week 7): 02-01-2021 Hitnotering (week 8 t/m 9): 25-12-2021 t/m 01-01-2022 Hitnotering (week 10 t/m 12): 17-12-2022 t/m 31-12-2022 | Hitnotering (week 1): 31-12-2016 Hitnotering (week 2 t/m 4): 16-12-2017 t/m 30-12-2017 Hitnotering (week 5): 29-12-2018 Hitnotering (week 6): 28-12-2019 Hitnotering (week 7): 02-01-2021 Hitnotering (week 8 t/m 9): 25-12-2021 t/m 01-01-2022 Hitnotering (week 10 t/m 12): 17-12-2022 t/m 31-12-2022 | Hitnotering (week 1): 31-12-2016 Hitnotering (week 2 t/m 4): 16-12-2017 t/m 30-12-2017 Hitnotering (week 5): 29-12-2018 Hitnotering (week 6): 28-12-2019 Hitnotering (week 7): 02-01-2021 Hitnotering (week 8 t/m 9): 25-12-2021 t/m 01-01-2022 Hitnotering (week 10 t/m 12): 17-12-2022 t/m 31-12-2022 |
| Week: | 1 | | 2 | 3 | 4 | | 5 | | 6 | | 7 | | 8 | 9 | | 10 | 11 | 12 | |
| --- | --- | --- | --- | --- | --- | --- | --- | --- | --- | --- | --- | --- | --- | --- | --- | --- | --- | --- | --- |
| Positie: | 64 | uit | 70 | 91 | 38 | uit | 39 | uit | 34 | uit | 44 | uit | 75 | 42 | uit | 66 | 63 | 38 | uit |

### Auteurrechtenkwestie
In 2015 bepaalde een Amerikaanse rechtbank dat de rechten op het lied zouden terugkeren naar de familie J.Fred Coots na afloop van de oorspronkelijke licentie in 2016. 